# Guy Laliberté
Guy Laliberté (Quebec, 1959) és un dels fundadors i el cap del Cirque du Soleil (Circ del Sol), del qual és propietari del 80% de les accions. Va cofundar el circ l'any 1984 a Quebec. Actualment, el seu circ s'estudia com a exemple de model empresarial, gràcies al qual Guy Laliberté es troba entre els tres-cents homes més rics del món.
L'any 2005, Guy Laliberté i el Cirque du Soleil es van citar per primer cop al llibre Blue Ocean Strategy, de W. Chan Kim i Renée Mauborgne, com a exemple de l'estratègia empresarial consistent en crear un espai nou de mercat desconegut fins aleshores. El 2008 va vendre el 20% de les accions del Cirque du Soleil a les firmes Nakheel i Istithmar World Capital de Dubai, transacció avaluada en sis-cents milions de dólars per la revista Forbes. El 2009, amb una fortuna estimada en 2.500 milions de dòlars americans, queda classificat en el 261è lloc a la llista de persones més riques del planeta segons la publicació Forbes.